# Biserica romano-catolică din Șimleu Silvaniei
Biserica romano-catolică din Șimleu Silvaniei este un monument istoric aflat pe teritoriul orașului Șimleu Silvaniei. În Repertoriul Arheologic Național, monumentul apare cu codul 139893.15.01, 139893.15.02.
Biserica a fost construită în sec. al XVI-lea în stil gotic târziu, ca biserică cu o singură navă, cu cor de plan poligonal.
Nava are plafonul sub formă de bolți, segment de tor; pe o porțiune bolți ogivale.
Sacristia și anexa de pe latura vestică sunt surmontate de cupole. Balcon deasupra sacristiei. Contraforți pe exterior.
La intrare balcon susținut de stâlpi masivi de cărămidă. Biserica a fost construită pe promontoriu înalt al orașului Șimleu. Pe același promontoriu, cu ocazia unor săpături s-au descoperit fundațiile unei biserici de tip romanic. Biserica actuală, cu absida spre nord, a fost construită în stil gotic în 1532. Protecția familiei Bathory a împiedicat transformarea lăcașului în edificiu de cult reformat. În 1660 biserica a fost incendiată de turci și reparată prin grija Sofiei Bathory, soția lui Gheorghe Rakoczi al II-lea.
În 1780 a fost construit turnul de factură barocă.
În 1863 biserica a fost mărită, iar în 1892 a fost înălțată cu 6 m. În 1894 a fost efectuată o restaurare în interior.
La subsol se află cripte, azi zidite.